# Alice Prokešová
Alice Prokešová (26 de octubre de 1999) es una deportista checa que compite en remo. Ganó una medalla de bronce en el Campeonato Europeo de Remo de 2024, en la prueba de scull individual.

## Palmarés internacional
| Campeonato Europeo | Campeonato Europeo | Campeonato Europeo | Campeonato Europeo |
| Año                | Lugar              | Medalla            | Prueba             |
| ------------------ | ------------------ | ------------------ | ------------------ |
| 2024               | Szeged (Hungría)   | Medalla de bronce  | Scull individual   |